# Längstwelle
Als Längstwellen (englisch very low frequency, kurz VLF) bezeichnet man elektromagnetische Wellen im Frequenzbereich von 3 kHz bis 30 kHz, entsprechend Wellenlängen von 100 km bis 10 km (nicht zu verwechseln mit Niederfrequenz (< 3 kHz); siehe Frequenzband).
Der Teil-Frequenzbereich der Längstwellen unter 9 kHz ist von Seiten der internationalen Fernmeldeorganisation (ITU) nicht reguliert, der Teil darüber jedoch sehr wohl.

## Geschichte
In der Anfangszeit der Funktechnik wurde im Bereich ab 20 kHz wiederholt Telefonie mit Hilfe der Amplituden- oder Einseitenbandmodulation versucht, doch war das Ergebnis wegen der geringen Übertragungsbandbreite unbefriedigend.
Der historische Längstwellensender SAQ in Grimeton (bei Varberg in Schweden) ist zu besonderen Anlässen jeweils für etwa eine halbe Stunde in Betrieb und kann zu diesen Zeiten in Aktion besichtigt werden, etwa am Alexanderson-Tag.

## Anwendung

### Kommunikation mit U-Booten

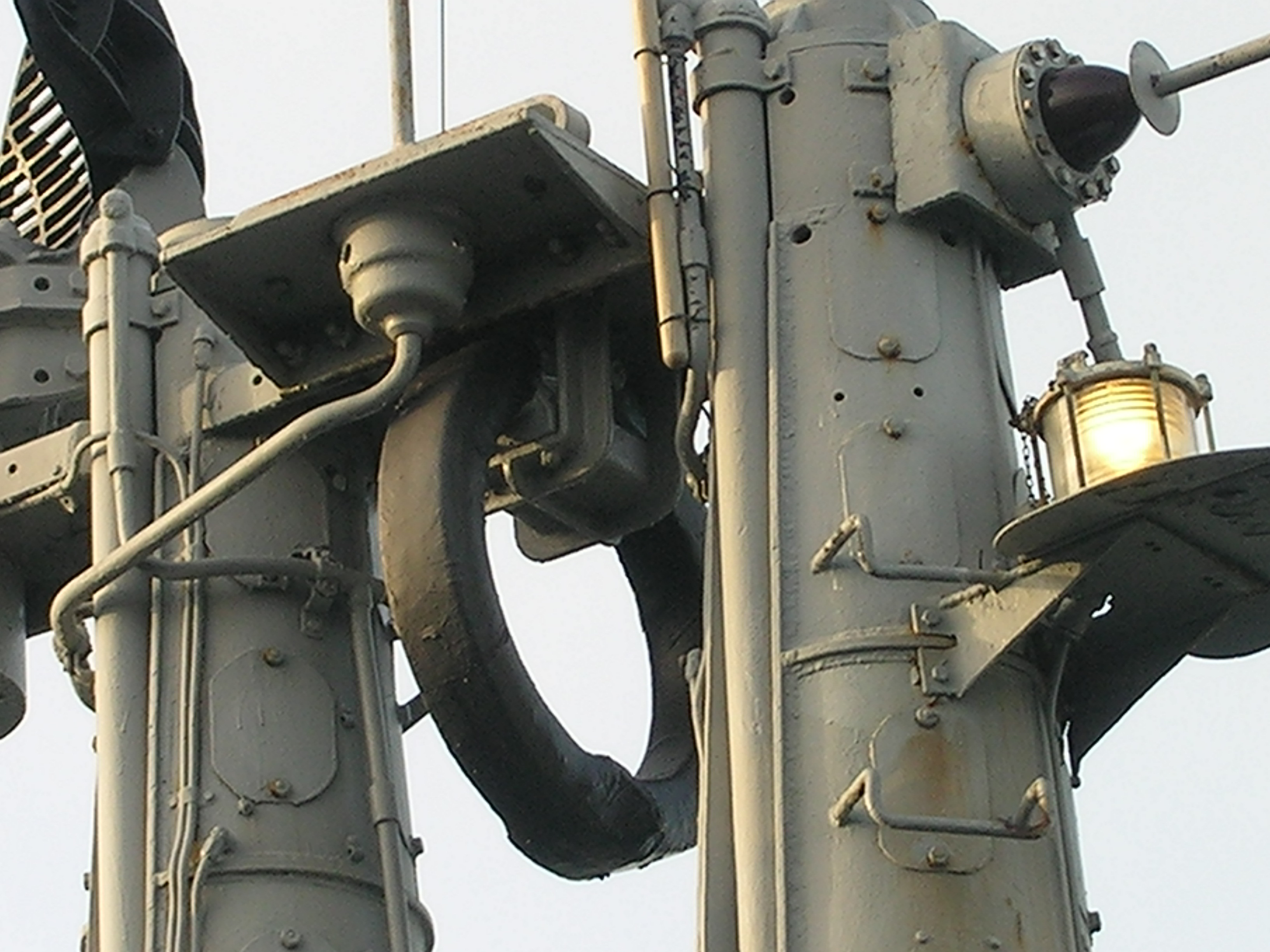
VLF-Empfangsantenne, Magnetantenne in Form eines Rings in Bildmitte, auf einem U-Boot

VLF-Signal auf 18,1 kHz

Längstwellen werden wegen der in diesem Bereich nur geringen möglichen Bandbreite von wenigen Hertz fast nur für die Kommunikation mit getauchten U-Booten genutzt, da Funkwellen in diesem Frequenzband etwa 10 bis 30 Meter ins Meerwasser eindringen können.
Die Grenzen der Eindringtiefe sind beim Skineffekt fließend, da die Eindringtiefe auch abhängt von
- der Sendeleistung
- der Größe der Empfangsantenne und der Empfindlichkeit des Empfängers
- den Eigenschaften des Meerwassers (Salzgehalt, Temperatur).

Bei einer Sendefrequenz von 15 kHz beträgt die Eindringtiefe in Meerwasser etwa 20 Meter, bei 82 Hz (noch unterhalb der Längstwellen, dann SLF genannt) sind es etwa 300 Meter. So benutzt der russische Sender ZEVS 82 Hz für die U-Boot-Kommunikation, der inzwischen eingestellte US-amerikanische Sender Sanguine benutzte 76 Hz.
Im Zweiten Weltkrieg betrieb die deutsche Kriegsmarine von 1943 bis 1945 auf 16,55 kHz (Hauptfrequenz) die Sendeanlage Goliath bei Kalbe an der Milde. Die Deutsche Marine nutzt seit 1982 die Marinefunksendestelle Rhauderfehn (Rufzeichen DHO38).

### Weiteres
Ein anderes Einsatzgebiet der Längstwellen ist der Bergwerks- bzw. Tunnelfunk. Hier werden die Antennendrähte im Schacht verlegt, der Abstand zu den Empfängern ist also nie besonders groß.
Daneben werden sie auch zur Funknavigation (Alpha) und zur Übermittlung von Zeitzeichen (Beta) eingesetzt.
Ein Nebeneffekt der Sender ist die Untersuchung des Reflexionsverhaltens in oberen Erdschichten mittels VLF-Verfahren der Geophysik. Damit lassen sich geologische Strukturen auffinden, wenn sie sich durch ihre elektrische Leitfähigkeit von der Umgebung unterscheiden.

## Antennenanlage

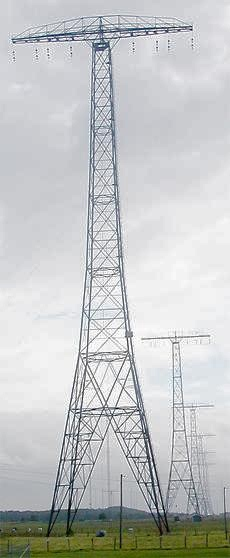
2,2 km lange Alexanderson-Sendeantenne für 17,2 kHz des Längstwellensenders Grimeton

Längstwellensender erfordern große Antennen-Anlagen, die aus mehreren Masten von über 100 m Höhe bestehen, und beanspruchen ein Areal von einigen Quadratkilometern. Im Unterschied zu anderen technischen Großanlagen wie Flughäfen wird allerdings die Natur auf dem Areal eines Längstwellensenders nur unwesentlich beeinträchtigt.
Es gibt auch mobile Längstwellensender auf Flugzeugen wie der Boeing E-6 im Rahmen von TACAMO, wo ein bis zu 7 km langer Draht als Sendeantenne vom Flugzeug nachgeschleppt wird.

## Wellenausbreitung
Längstwellen breiten sich im ionosphärischen Wellenleiter zwischen der Erdoberfläche und der ionosphärischen D-Schicht aus, im Höhenbereich zwischen etwa 70 km und 90 km. Eine Ausnahme ist die Whistler-Ausbreitung.
Da die Wellenlängen der Längstwellen (10 km bis 100 km) bereits die Dimensionen des Wellenleiters besitzen, lässt sich ihre Ausbreitung nur für relativ kurze Entfernungen zwischen Sender und Empfänger durch die Strahlenoptik beschreiben, also als Interferenz zwischen Bodenwelle und ein- oder zweimal an der Ionosphäre reflektierten Wellen, z. B. bei einer Frequenz von 15 kHz bis ca. 1000 km.
Bei größeren Entfernungen ist eine wellenoptische Betrachtungsweise notwendig. Im Niederfrequenzbereich schließlich (Frequenz kleiner als 3 kHz; ULF und SLF) ist nur noch die wellenoptische Lösung möglich.
Ein extremer Fall sind die Schumann-Resonanzen. Dies sind die Eigenschwingungen im Hohlraum zwischen Erdoberfläche und Ionosphäre mit einer Wellenlänge von der Größe des Erdumfangs und einer Frequenz von ca. 7,5 Hz sowie Oberwellen.

## Liste der Längstwellensender
Die folgende Liste enthält in Deutschland empfangbare Sender bzw. Quellen für Längstwellen und Super-Low-Frequency.
Sender mit Frequenzen über 24 kHz sind nicht mit gängigen PC-Soundkarten zu empfangen, da diese eine max. Samplingrate von 48 kHz = 2 · 24 kHz haben.
| Rufzeichen                       | Frequenz       | Standort                                                      | Bemerkungen |
| -------------------------------- | -------------- | ------------------------------------------------------------- | --- |
| —                                | 76 kHz         | Clam Lake (Wisconsin), Escanaba River State Forest (Michigan) | Sanguine (Super Low Frequency) |
| —                                | 82 kHz         | Kola-Halbinsel (Russland)                                     | ZEVS (Super Low Frequency) |
| —                                | 11,905 kHz     | Russland (verschiedene Standorte)                             | Alpha-Navigation |
| —                                | 12,649 kHz     | Russland (verschiedene Standorte)                             | Alpha-Navigation |
| —                                | 14,881 kHz     | Russland (verschiedene Standorte)                             | Alpha-Navigation |
| —                                | 15,625 kHz     | —                                                             | horizontale Zeilenablenkfrequenz von ehemaligen Röhren TV-Geräten ohne 100 Hz-Technik (Länder mit 50-Hz-Stromnetz)                 |
| —                                | 15,734 kHz     | —                                                             | horizontale Zeilenablenkfrequenz von Röhren-TV-Geräten ohne 120 Hz-Technik (Länder mit 60-Hz-Stromnetz und Farbfernsehen)          |
| —                                | 15,750 kHz     | —                                                             | ehemalige horizontale Zeilenablenkfrequenz vor Einführung des Farbfernsehens (Länder mit 60-Hz-Stromnetz und Schwarzweißfernsehen) |
| ?                                | 15,800 kHz     | ?                                                             | |
| JXN                              | 16,400 kHz     | Helgeland (Norwegen)                                          | |
| SAQ                              | 17,200 kHz     | Grimeton (Schweden)                                           | nur zu besonderen Anlässen aktiv (Alexanderson Day)                                                                                |
| —                                | ca. 17,500 kHz | ?                                                             | Zwanzigsekundenpulse |
| NAA                              | 17,800 kHz     | Cutler (USA)                                                  | U-Boot-Sender der US-Marine |
| RDL/UPD/UFQE/ UPP/UPD8           | 18,100 kHz     | Russland (verschiedene Standorte)                             | |
| HWU                              | 18,300 kHz     | Le Blanc (Frankreich)                                         | häufig längere Zeit inaktiv |
| RKS                              | 18,900 kHz     | Russland (verschiedene Standorte)                             | selten und nur kurzzeitig aktiv |
| GBZ                              | 19,600 kHz     | Anthorn (Großbritannien)                                      | großes Repertoire an Betriebsarten auch Impulse                                                                                    |
| ICV                              | 20,270 kHz     | Tavolara (Italien)                                            | |
| RJH63, RJH66, RJH69 RJH77, RJH99 | 20,500 kHz     | Russland (verschiedene Standorte)                             | Zeitzeichensystem Beta |
| ICV                              | 20,760 kHz     | Tavolara (Italien)                                            | |
| HWU                              | 20,900 kHz     | Le Blanc (Frankreich)                                         | |
| RDL                              | 21,100 kHz     | Russland (verschiedene Standorte)                             | selten aktiv |
| HWU                              | 21,750 kHz     | Le Blanc (Frankreich)                                         | |
| JJI                              | 22,100 kHz     | Marinefunkstelle Ebino (Japan)                                | |
| ?                                | 22,100 kHz     | Skelton (Großbritannien)                                      | |
| ?                                | 22,300 kHz     | Russland?                                                     | nur am 2. eines Monats von 11–13 Uhr bzw. 10–12 Uhr im Winter, jedoch nicht sonntags.                                              |
| RJH63, RJH66, RJH69 RJH77, RJH99 | 23,000 kHz     | Russland (verschiedene Standorte)                             | Zeitzeichensystem Beta |
| DHO38                            | 23,400 kHz     | Saterland (Deutschland)                                       | Aktiver Sender der Deutschen Marine                                                                                                |
| NAA                              | 24,000 kHz     | Cutler (USA)                                                  | U-Boot-Sender der US-Marine |
| TBB                              | 26,700 kHz     | Bafa (Türkei)                                                 | Sendeanlage für die Längstwelle des US-Militärs (NATO)                                                                             |

Der bekannte Längstwellensender GBR in Rugby (Sendefrequenz 15,95 kHz) sendet seit dem 1. April 2003 nicht mehr.